# Johan Johansson (fotbollsspelare)
Johan Eugene Johansson, född 25 juni 1966 i Kungsängen, är en svensk fotbollsspelare som spelade för AIK. Han spelade också i juniorlandslaget och U21-landslaget. Han började spela för AIK 1983 och blev ordinarie 1986. Sin första match i allsvenskan gjorde han den 4 maj 1986 när han blev inbytt i halvtid i en match mot Kalmar FF och det enda allsvenska målet han gjorde kom mot Malmö FF den 16 juni 1988. AIK förlorade matchen med 1 – 5. Som spelare var han mångsidig och spelade både i försvaret och på mittfältet.
Säsongen 1989 lämnade han laget under ett år och genomförde en långresa runt jorden. Han återtog sin plats när han kom tillbaks till Sverige.
Med AIK blev han svensk mästare i inomhusfotboll 1986 och 1987. År 1991 ville han lämna AIK för att spela med Hammarby men blev istället ettårsfall. År 1993 började han spela med Vasalund.
Johan Johanssons är son till fotbollsspelaren Hans Johansson som spelade för Djurgårdens IF mellan åren 1955 och 1957. Han är själv far till fotbollsspelaren Sam Lundholm som 18 år gammal skrev treårskontrakt med AIK i februari 2013.